# Occasion Dramatique

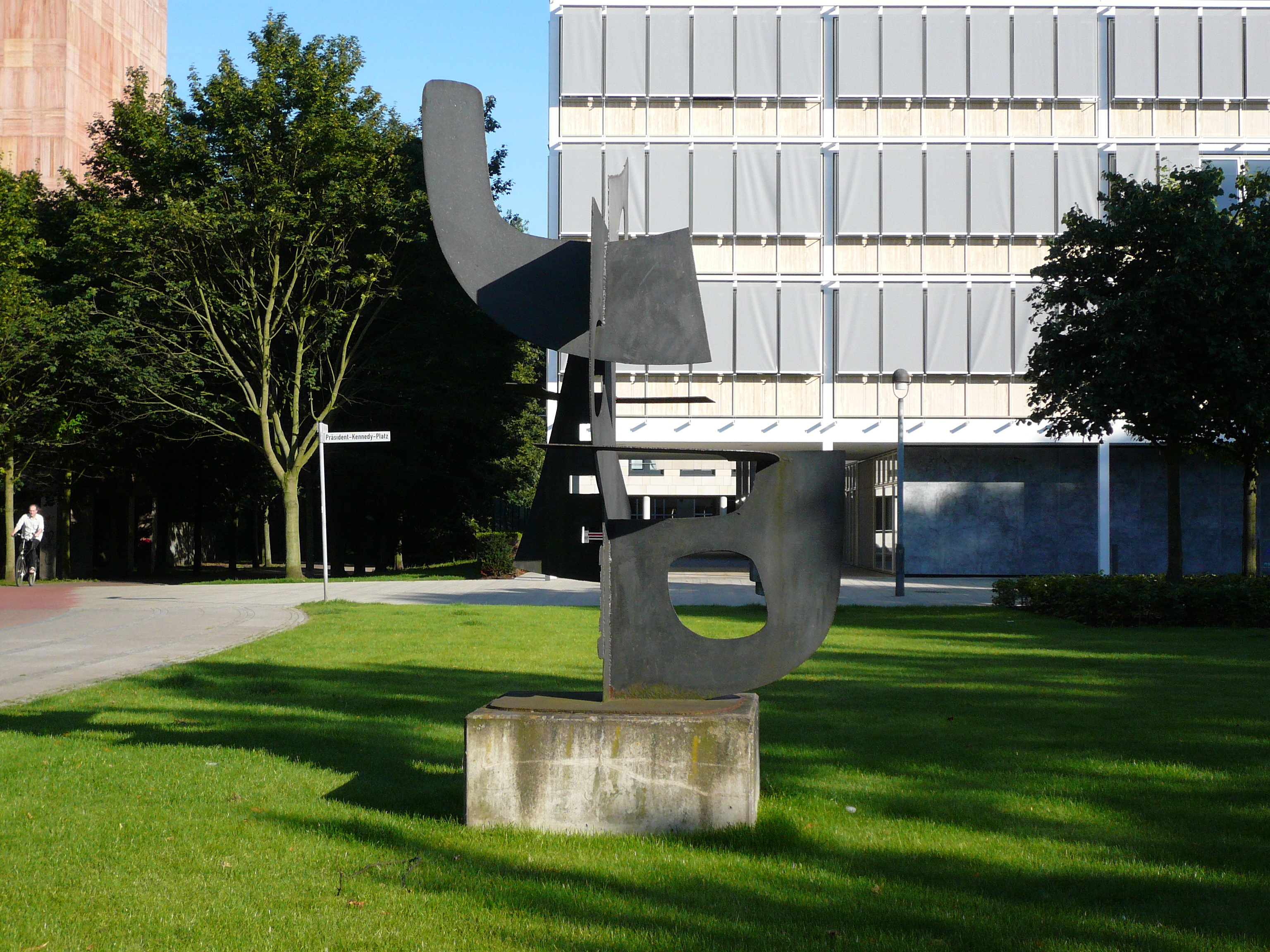
Occasion Dramatique

Die Skulptur Occasion Dramatique steht in Bremen-Mitte, auf dem Präsident-Kennedy-Platz vor dem Hauptverwaltungssitz der BLG. Sie wird in der Liste der Denkmale und Standbilder der Stadt Bremen geführt. 
Die Skulptur von 1960 aus COR-TEN-Stahl, 2,75 m × 1,85 m groß, stammt vom italienisch-französischen Bildhauer Berto Lardera (1911–1989) und wurde 1989 in Bremen aufgestellt. Lardera, so das Landesamt für Denkmalpflege Bremen, „gehört zu den Hauptvertretern eines expressionistisch abstrakten Stils, eine Stilrichtung, die für die fünfziger und sechziger Jahre bestimmend war. Die abstrakte Formensprache kennzeichnet sein Werk – Objekte bestehend aus monierten oder geschweißten Metallplatten, flache Eisenscheiben mit vielfältig variierenden Ein- und Ausschnitten“.
Occasion kommt aus dem französischen und steht für Gelegenheit. Occasion Dramatique heißt also eine dramatische Gelegenheit. Lardera bezeichnete auch andere Plastiken wie in Grenoble oder Duisburg ähnlich. Seine Plastiken, im Wesentlichen Metall-Skulpturen, sind weltweit zu finden, u. a. auch in Berlin im Hansaviertel, Duisburg, Hamburg-Harburg  und Jülich. Bei Bauten von bedeutenden Architekten wie Mies van der Rohe, Alvar Aalto, Walter Gropius oder Frank Lloyd Wright stehen Großplastiken von ihm. 